# Ovide and the Gang
La Bande à Ovide, a.k.a. Ovide and the Gang (Os Amigos de Ovide [na RTP nos anos 80] ou Ovideo  e Companhia [na RTP 2] em Portugal), foi um seriado de TV animado produzido pelo estúdio de animação canadiano CinéGroupe, na década de 1980. Esteve no ar entre 1987 e 1988. Há 65 episódios, cada um com 13 minutos de duração.
 Transmitiu em Portugal na RTP nos anos 80 na língua original francesa e com legendas em português e retransmitiu na RTP 2 em 2007 com dobragem portuguesa.